# 苔蘚螳螂
苔蘚螳螂（Sibylla pretiosa）是分佈在南部非洲的螳螂。牠們可以因應環境植物而生長成不對稱。

## 特徵
苔蘚螳螂用來行走的四隻腳的關節都有像葉子的伸出物。成蟲的翅膀也像葉子，是牠們身體上唯一綠色的部份，其他的都是褐色的。鐮刀前肢上的刺很長及像針。口器像小提琴螳螂般幼長。雌性成蟲一般長達5-6厘米，雄性則長4-5厘米。牠們的壽命不詳，但飼養的可以生存達9個月。

## 食性
苔蘚螳螂差不多是只吃飛行的獵物，尤其是黑腹果蠅。成蟲及第5/6階幼蟲可以處理較大的獵物，如蒼蠅、細小的蜂及蛾。